# Meurtre de soldats à Lebach en 1969
 (février 2008).
Si vous disposez d'ouvrages ou d'articles de référence ou si vous connaissez des sites web de qualité traitant du thème abordé ici, merci de compléter l'article en donnant les références utiles à sa vérifiabilité et en les liant à la section « Notes et références ».

## Circonstances
Le 20 janvier 1969, un dépôt de munitions du Fallschirmjägerbataillon 261 (261e bataillon parachutiste de l'armée ouest-allemande), situé à Lebach dans la Sarre est attaqué de nuit. Deux hommes avec l'aide d'un complice abattirent quatre soldats endormis et en blessèrent un grièvement pour emporter quelques armes, des munitions et des manuels de l'armée. Ils parvinrent à s'enfuir.

## Conséquences
L'affaire eut une sérieuse répercussion en Allemagne de l’Ouest car cela, en plus d'avoir causé la mort de quatre jeunes soldats, décelait une faille au sein de la Bundeswehr,.
Bien que l'Opposition extra-parlementaire fut soupçonnée d'être à l'origine de l'attentat, ce fut finalement trois jeunes hommes du milieu homosexuel qui passèrent en jugement le 29 juin 1970,,. Très médiatisé en Allemagne de l'Ouest,, le procès conduisit une partie de l'opinion publique à réclamer le retour de la peine de mort.
Deux des accusés furent condamnés à la prison à vie. Le troisième écopa de seize ans de réclusion.

## Divers
Le magistrat allemand Siegfried Buback, future victime du terrorisme, instruisit cette affaire.